# Zona riparia

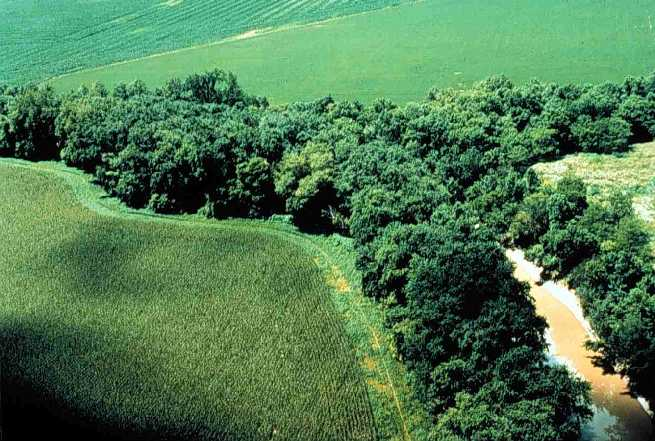
Una fascia ripariale ben conservata su un tributario del lago Erie.

Una zona riparia, zona ripariale, fascia riparia o fascia ripariale è l'interfaccia tra la terra e un corso d'acqua che scorre in superficie. Le comunità vegetali lungo i bordi del fiume sono chiamate vegetazione riparia, caratterizzata da piante idrofile. Le zone ripariali rivestono un importante significato nella selvicoltura, nell'ecologia, nella gestione ambientale e nell'ingegneria civile a causa del loro ruolo nella conservazione del suolo, della loro biodiversità e dell'influenza che hanno sugli ecosistemi acquatici. Le zone ripariali esistono in molte forme, comprese la prateria, il terreno boscoso, la zona umida o perfino quella non vegetativa. In alcune regioni per caratterizzare una zona ripariale si usano i termini "prateria riparia" (riparian woodland), "foresta riparia" (riparian forest), "zona tampone riparia" (riparian buffer zone) o "fascia riparia" (riparian strip). La parola «riparia» deriva dal latino ripa, che significa «riva, sponda».
Le zone riparie possono essere naturali o progettate per la stabilizzazione o il ripristino dei suoli. Queste zone sono importanti biofiltri naturali, che proteggono gli ambienti acquatici dall'eccessiva sedimentazione, dal ruscellamento contaminato e dall'erosione. Esse forniscono riparo e cibo per molti animali acquatici, nonché ombra che è una parte importante della regolazione della temperatura dei corsi d'acqua. Quando le zone ripariali sono danneggiate dalla costruzione edilizia, dall'agricoltura o dalla silvicoltura, può avere luogo la riparazione biologica, di solito attraverso l'intervento umano nel controllo dell'erosione e nella rivegetazione. Se l'area adiacente a un corso d'acqua ha l'acqua stagnante o il suolo saturato per la durata di una stagione, viene normalmente denominata zona umida per via delle caratteristiche idriche del proprio suolo. A causa del loro importante ruolo nel sostegno alla diversità delle specie, le zone ripariali sono spesso oggetto di protezione a livello nazionale nell'ambito di un piano di azione per la biodiversità (Biodiversity Action Plan).
Le ricerche mostrano che le zone ripariali sono strumentali al miglioramento della qualità dell'acqua sia per il ruscellamento che lo scorrimento delle acque in corsi attraverso il sottosuolo o il flusso delle falde acquifere. In particolare in questa zona tampone è importante l'attenuazione dei nitrati o denitrificazione dal fertilizzante. Le zone ripariali possono infatti svolgere un ruolo nell'abbassare la contaminazione da nitrati nel ruscellamento dai campi agricoli, ruscellamento che altrimenti danneggerebbe gli ecosistemi e la salute umana. L'uso delle zone ripariali nelle zone umide mostra un tasso particolarmente elevato di rimozione di nitrati che penetrano in un corso d'acqua, e trova pertanto posto nella gestione agricola.

## Ruoli e funzioni

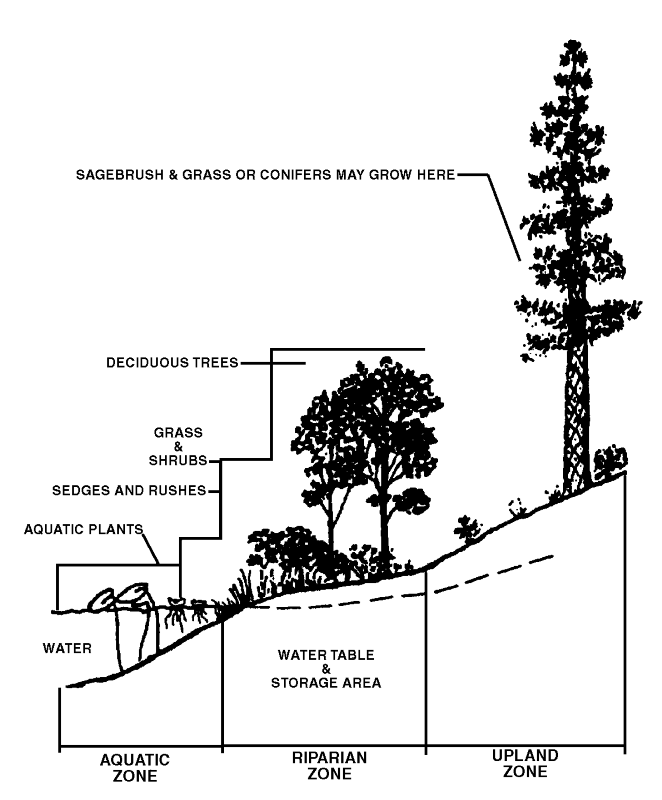
Una zona ripariale schematica delle Everglades.

Alcune delle importanti funzioni svolte dalle zone riparie sono:
1. Dissipare l'energia dei corsi: le curve sinuose di un fiume, combinate con la vegetazione e i sistemi delle radici dissipano l'energia del corso, risultando nella minore erosione dei suoli e in una riduzione dei danni delle inondazioni.
2. Intrappolare i sedimenti: ridurre la sospensione dei sedimenti crea meno acqua torbida, riempie i suoli e costruisce le rive dei corsi.
3. Filtrare gli inquinanti dal ruscellamento e accrescere la qualità dell'acqua attraverso la biofiltrazione.
4. Fornire habitat alla flora e alla fauna selvatiche, aumentare la biodiversità e il foraggio per la fauna selvatica e per il bestiame.
5. Fornire corridoi alla flora e fauna selvatiche: consentire agli organismi acquatici e ripariali di muoversi lungo i sistemi fluviali evitando le comunità isolate.
6. Fornire irrigazione al paesaggio originario estendendo i flussi di acqua stagionali o perenni.

## Ruolo nell'industria del legname
La protezione delle zone riparie viene spesso presa in considerazione nelle attività dell'industria del legname. Il suolo intatto, la copertura del suolo e la vegetazione forniscono ombra, lettiere di foglie, materiale legnoso, e riducono l'ampiezza del suolo eroso dall'area coltivata. Fattori come i tipi di suolo e le strutture delle radici, le condizioni climatiche e la copertura vegetativa sopra il terreno influiscono sull'efficacia del tamponamento ripariale.

## Vegetazione
L'assortimento degli alberi nelle zone ripariali varia da quelli delle zone umide ed è composto tipicamente da piante che sono o piante acquatiche emergenti, o erbe, alberi e arbusti che si sviluppano in prossimità dell'acqua.

### Stati Uniti
Gli alberi tipici delle zone ripariali degli Stati Uniti orientali includono:
- Pioppo nero americano (Cottonwood), Populus deltoides
- Acero saccarino (Silver maple), Acer saccharinum
- Acero negundo (Boxelder), Acer negundo
- Olmo americano (American elm), Ulmus americana
- Platano occidentale (American sycamore), Platanus occidentalis
- Noce cenerino (Butternut), Juglans cinerea
- Noce nero (Black walnut), Juglans nigra
- Salice nero (Black willow), Salix nigra
- Betulla nera (River birch), Betula nigra
- Frassino rosso (Green ash), Fraxinus pennsylvanica
- Spino di Giuda (Honey locust), Gleditsia triacanthos
- Tiglio americano (Basswood), Tilia americana.

Negli Stati Uniti occidentali la vegetazione ripariale può comprendere salici rossi, giunchi, erbe, carici e wingstem. In Asia ci sono tipi diversi di vegetazione ripariale, ma le interazioni tra idrologia ed ecologia sono simili.

### Europa
In Europa e in Italia la vegetazione ripariale in linea di massima comprende gli stessi generi di piante che si trovano in Nord America.
Una tipica zona ripariale italiana peninsulare comprende:
- Pioppo bianco, Populus alba
- Salice bianco, Salix alba
- Ontano nero, Alnus glutinosa
- Olmo campestre, Ulmus minor.

## Protezione delle zone riparie
La necessità, sempre più avvertita a livello internazionale, di tutelare le zone riparie o zone umide, soprattutto in ragione della loro straordinaria importanza dal punto di vista della diversità biologica, fu sancita per la prima volta dalla Convenzione relativa alle Zone Umide di importanza internazionale, che fu firmata nel 1971 a Ramsar (in Iran) da più di cento paesi e che individua oltre 900 zone umide in tutto il mondo. In Italia, tra i 46 siti inseriti all'interno della Convenzione di Ramsar, sono da ricordare: la Laguna di Marano, Valle Averto nella Laguna di Venezia, le Valli di Comacchio, Orbetello, Burano, e la Diaccia Botrona in Toscana, i laghi costieri del Parco Nazionale del Circeo, le saline di Margherita di Savoia in Puglia e gli stagni sardi di Santa Gilla, Molentargius, S'Ena Arrubia, Cabras, e Mistras.